# Inge Küpper
Inge Küpper (geboren am 15. August 1914 in Sarajevo, Österreich-Ungarn, als Inge Scheibel; Sterbedatum unbekannt), auch bekannt als Inge Zahlbruckner, war eine österreichische Montanistin und Chemikerin.

## Leben
Als Inge Zahlbruckner verfasste Inge Küpper 1944 eine Dissertation bei Franz Angel, im Jahre 1944 promovierte sie als erste Frau in Chemie und Geologie an der Universität Graz und erlangte den Titel Dr. rer. nat. 1947 schloss sie die Montanistische Hochschule Leoben mit dem Titel Dipl. Ing. mont. ab. Sie arbeitete als Ingenieurin einige Monate im Bergbau Kärnten. Von 1951 bis zu ihrer Pensionierung um das Jahr 1974 war sie als Mikropaläontologin für eine Rohölfirma in Wien tätig.

## Schriften (Auswahl)
Ein Schwerpunkt ihrer Arbeit war die Erforschung von Miogypsinen, einer Untergruppe der Foraminiferen. Dazu veröffentlichte sie einige Arbeiten, u. a. für die japanische Tohoku-Universität.